# Freycinetia normanbyensis
Freycinetia normanbyensis là một loài thực vật có hoa trong họ Dứa dại. Loài này được Huynh mô tả khoa học đầu tiên năm 2002.